# Betriebswissenschaft
Die Betriebswissenschaft ist ein Teilgebiet der Ingenieurwissenschaften, das sich mit dem Planen und Betreiben von Betrieben, insbesondere von Fabrikbetrieben, beschäftigt. Dabei wird speziell das Zusammenwirken von Mensch, Technik und Organisation betrachtet.

## Allgemeines
Im Gegensatz zur Betriebswirtschaftslehre (auch Betriebsökonomie), die ein Teilgebiet der Wirtschaftswissenschaften darstellt, umfasst die Betriebswissenschaft neben ökonomischen Fragestellungen auch technische und technologische Aspekte. Sie setzt sich zusammen aus den Bestandteilen Produktionstechnik bzw. Fertigungstechnik, Fertigungsverfahren, Werkzeugmaschinen, Arbeitsvorbereitung (Fertigungsplanung und -steuerung), Organisation des Arbeitsablaufes, Zeitwirtschaft, betriebliches Rechnungswesen und Arbeitswirtschaft. Walther Moede und andere integrierten auch psychologische Gesichtspunkte der Arbeiter in das Forschungsgebiet und begründeten dadurch ein neues Teilgebiet das damals Psychotechnik genannt wurde.

## Geschichte
Frederick Winslow Taylor gilt mit seinem Hauptwerk „The principles of scientific management“ aus dem Jahre 1911 und dem darin entwickelten, gleichnamigen Managementkonzept als Begründer der Betriebswissenschaft. Das „Scientific Management“ (deutsch: wissenschaftliche Betriebsführung) legte basierend auf eher handwerklich orientierten Massenproduktionsstrukturen im Übergang von Manufaktur- zu Fabrikarbeit den Grundstein für die Entwicklung des modernen Begriffs der Betriebswissenschaft. An den Technischen Hochschulen des Deutschen Reiches wurde die Wissenschaft vom Fabrikbetrieb als Betriebswissenschaft bereits Anfang der 1900er als Teil der Ingenieursausbildung etabliert.
Nachdem die erste industrielle Revolution maßgeblich auf der Entwicklung von Kraftmaschinen basierte, wandelte sich der Gestaltungsfokus in den folgenden Revolutionen hin zu organisatorischen Umbrüchen im Fabrikbetrieb. Mit F.W. Taylor und seinen damals neuartigen Ansätzen der Arbeitsorganisation fanden schwerwiegende Veränderungen in der Betriebsorganisation statt. Diese zweite industrielle Revolution basierte auf der Betrachtung des Fabrikbetriebs unter Aspekten der Arbeitsteilung und einer grundlegenden Reorganisation der Produktionssystematik. Ab den 1970er Jahren begann die dritte industrielle Revolution mit dem Einzug von Automatisierung und Informationstechnik in die Unternehmen. Diese veränderten Rahmenbedingungen erforderten erneut eine grundlegende Anpassung der Produktionssystematik. Die Betriebswissenschaft als wissenschaftliche Disziplin des Fabrikbetriebs stellte dabei stets einen Schlüsselfaktor für Innovation und erfolgreichen Wandel dar. Die stetige Steigerung von Effizienz und Produktivität bei immer geringerer Verschwendung und optimaler Integration der menschlichen Arbeitskraft bei Nutzung technologischer Potenziale stand dabei im Mittelpunkt. Ein Beispiel dafür sind die von Taiichi Ohno beschriebenen Prinzipien der schlanken Produktion. Mit der bereits angebrochenen vierten industriellen Revolution, der sog. Industrie 4.0, entstehen erneut Potenziale und Herausforderungen aus Sicht der Betriebswissenschaft.

## Aufgabenbereiche
Die Betriebswissenschaft umfasst eine Reihe von Bestandteilen, die für den Fabrikbetrieb notwendig sind.
- Produktionstechnik mit den Teilbereichen Fertigungstechnik bzw. Fertigungsverfahren und Werkzeugmaschinen
- Fabrikplanung
- Arbeitsvorbereitung mit den Teilbereichen Arbeitsplanung/Fertigungsplanung und Arbeitssteuerung/Fertigungssteuerung
- Produktionsplanung und -steuerung (PPS)
- Arbeitsgestaltung
- Zeitwirtschaft
- Betriebliches Rechnungswesen
- Digitalisierung und Industrie 4.0

## Organisationen und Verbände
Wissenschaftliche Gesellschaft für Produktionstechnik (WGP)